# Rahul Gandhi

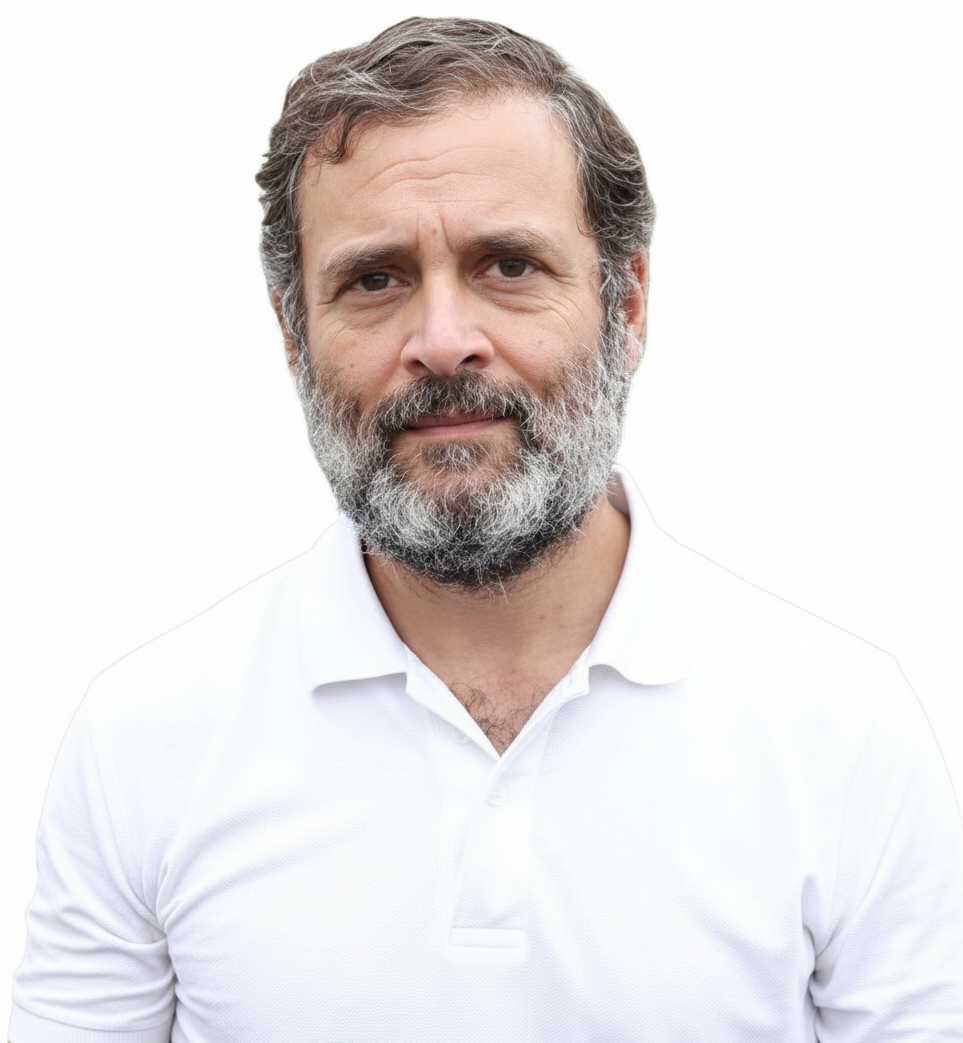
Rahul Gandhi, 2024

Rahul Gandhi (Hindi राहुल गांधी; * 19. Juni 1970 in Neu-Delhi) ist ein indischer Politiker und früherer Präsident der Kongresspartei.

## Leben
Rahul Gandhi ist der Sohn von Sonia und Rajiv Gandhi, ein Enkel der indischen Premierministerin Indira Gandhi und ein Urenkel von Indiens erstem Premierminister Jawaharlal Nehru. Seine Schwester ist Priyanka Gandhi Vadra. Im Jahre 1991 verlor er seinen Vater Rajiv Gandhi, der ebenfalls Premierminister Indiens war, durch ein Attentat.
Nachdem er zuerst an der Harvard University zu studieren begonnen hatte, wechselte er aufgrund von Sicherheitsbedenken nach dem Anschlag auf seinen Vater auf das kleinere Rollins College in Florida. Schließlich machte er seinen Abschluss in internationalen Beziehungen und Development Studies am Trinity College der University of Cambridge. Er studierte jeweils unter dem Pseudonym Raul Vinci. Danach arbeitete er als Finanzberater in der Londoner Monitor Group, bis er 2002 nach Indien zurückkehrte und in Mumbai die Technologie-Firma Backops Services Private Ltd. gründete. Erst im August 2004 wechselte er in die Politik.
Er gewann bei den Parlamentswahlen 2004 den im Bundesstaat Uttar Pradesh gelegenen Wahlkreis Amethi und zog so in die Lok Sabha, das Unterhaus des indischen Parlaments, ein. Bei den nächsten Wahlen 2009 und 2014 verteidigte er seinen Sitz. Im selben Wahlkreis hatten zuvor bereits seine Mutter und sein Vater kandidiert. Im Jahr 2007 trat er als Spitzenkandidat der indischen Kongresspartei bei den Regionalwahlen in Uttar Pradesh an und konnte dort 8,53 Prozent der Stimmen für seine Partei gewinnen.
Anschließend wurde er von seiner Mutter zum Generalsekretär der Kongresspartei ernannt. In dieser Rolle trug er entscheidend zum Wahlsieg der Partei bei den nationalen Parlamentswahlen 2009 bei. Bei den Bundesstaatswahlen in Uttar Pradesh 2012 trat er erneut als Spitzenkandidat an. Seine Partei konnte dabei nur 23 von 403 Sitzen im Landesparlament erringen und wurde viertstärkste Kraft.
Im Vorfeld der gesamtindischen Parlamentswahl 2014 leitete Rahul Gandhi die Wahlkampfkampagne der Kongresspartei. Während die Kongresspartei offiziell keinen Kandidaten für den Posten des Premierministers aufstellte, schloss Gandhi eine Kandidatur ausdrücklich nicht aus. Die Kongresspartei erlitt bei der Wahl aber die größte Niederlage ihrer Geschichte und wurde auf 44 von 543 Parlamentssitzen reduziert.
Am 16. Dezember 2017 wurde Rahul Gandhi zum Präsidenten der Kongresspartei gewählt. Er trat damit die Nachfolge seiner Mutter Sonia Gandhi an. Nach der Wahlniederlage der Kongresspartei bei der Parlamentswahl 2019 erklärte er am 3. Juli 2019 seinen Rücktritt, der am 10. August 2019 von den Führungsgremien der Partei akzeptiert wurde. Im September 2022 begab er sich auf einen fünfmonatigen Marsch durch Indien, auch um einen Image-Wechsel zu vollziehen.
Am 23. März 2023 wurde Gandhi wegen Verleumdung zu zwei Jahren Gefängnis verurteilt, nachdem er in einer Rede im Jahr 2019 gefragt hatte: „Warum haben all diese Diebe Modi als Nachnamen? Nirav Modi, Lalit Modi, Narendra Modi“. Daraufhin wurde er von seinem Parlamentssitz disqualifiziert. Nachdem das höchste Gericht Indiens seine Verurteilung ausgesetzt hatte, forderte „Gandhis Anwalt KC Kaushik (...) der indischen Nachrichtenagentur PTI zufolge, dass der 53-Jährige auch schnell seinen Sitz im Parlament zurückerhält.“ Am 4. August 2023 hob der Oberste Gerichtshof in Neu-Delhi die Verurteilung Gandhis zu zwei Jahren Haft wegen Diffamierung auf, weil das Strafmaß nicht ausreichend begründet worden sei. Er darf deshalb als Abgeordneter ins Parlament zurückkehren und – nach erneuter Prüfung des Urteils – voraussichtlich bei den im kommenden Jahr anstehenden Wahlen als Kandidat antreten.
Am 11. August 2025 wurde Rahul Gandhi in Neu-Delhi während eines Protestmarsches gegen die Wahlkommission gemeinsam mit mehreren weiteren Oppositionspolitikern festgenommen. Bei der Demonstration warf er der Wahlkommission Manipulationen der Wählerlisten zugunsten der regierenden BJP vor und betonte, das Ziel des Protests sei der Schutz der Verfassung sowie die Sicherstellung freier und unverfälschter Wahlen.